# Bonagiunta
Bonagiunta  è un nome proprio di persona italiano maschile e femminile.

## Varianti
- Buonagiunta[2], Bonazunta[2]

## Origine e diffusione
Nome augurale di scarsissima diffusione, deriva dal latino Bonaiuncta; è composto da buona e giunta, un termine arcaico sinonimo di "arrivo", e costituisce quindi un augurio di "ben arrivato" per il neonato.

## Onomastico
L'onomastico può essere festeggiato in ricordo di san Bonagiunta Manetti, uno dei sette santi fondatori dell'Ordine dei Servi di Maria, commemorato il 17 febbraio.

## Persone

### Maschile
- Bonagiunta da Cascina, religioso italiano
- Bonagiunta Orbicciani, poeta italiano